# Keskin (Kırıkkale)
Keskin ist eine Stadtgemeinde im gleichnamigen Landkreis in der Provinz Kırıkkale in der türkischen Region Zentralanatolien.

## Stadt
Der Ort liegt etwa 20 Kilometer Luftlinie südlich der Provinzhauptstadt Kırıkkale. Keskin liegt am Westhang des Bergzugs Dinek Dağı. Die Stadt beherbergt etwa 58 % der Kreisbevölkerung und gliedert sich in sechs Stadtviertel (Mahalles) mit durchschnittlich 1.570 Einwohner. Die im Stadtlogo vorhandene Jahreszahl (1859) dürfte auf das Jahr der Ernennung zur Stadtgemeinde (Belediye) hinweisen.

## Landkreis
Der Landkreis liegt im Osten der Provinz und grenzt im Südwesten an den Landkreis Çelebi, im Westen an Karakeçili und Bahşılı, im Nordwesten an den zentralen Landkreis und im Norden an Balışeyh, im Nordosten an Delice und im Südosten an die Provinz Kırşehir. Durch die Stadt und den Kreis führt die Fernstraße D-765, die von İnebolu am Schwarzen Meer kommend nach Kırşehir im Süden führt. Im Westen folgt die Grenze etwa dem Fluss Kızılırmak mit mehreren Stauseen.
Das flächenmäßig größte İlçe der Provinz Kırıkkale ist sehr alt und bestand bereits zu Zeiten des Osmanischen Reiches, damals noch unter der Bezeichnung Kaza. Ende des 19. Jahrhunderts umfasste er in etwa das Gebiet der heutigen Provinz Kırıkkale und gehörte zum Sandschak Kırşehir des Vilâyets Ankara. Der Hauptort Denek-Maden übernahm im Lauf der Zeit den Bezirksnamen Keskin. Über den Kaza ist überliefert, dass bei einer der wiederholten dürrebedingten katastrophalen Missernten und Hungersnöte im Zentralanatolien des 19. Jahrhunderts in den Jahren 1873/74 von 52.000 Einwohnern 20.000 verhungert seien. Dazu seien 82 % des Rinderbestandes und 96 % des Bestandes an Ziegen und Schafen eingegangen. Der Bezirk wies bei der ersten Volkszählung in der Türkischen Republik (1927) 49.050 Einwohner auf 2.810 km² Fläche in 13 Ortschaften auf. In der Folgezeit waren die administrativen Grenzen fortwährendem Wandel unterworfen, was nicht zuletzt darin begründet war, dass in Kırıkkale ein Rüstungszentrum der Türkei entstand. Mit Gründung der Provinz Kırıkkale im Jahre 1989 wechselte der Kreis zusammen mit den Kreisen Delice, Sulakyurt und Kırıkkale aus der Provinz Ankara in die neu gegründete Provinz Kırıkkale (Gesetz Nr. 3578).
2020 besteht der Kreis aus der Kreisstadt und 55 Dörfern, mit einer Durchschnittsbevölkerung von 124 Einwohnern. 20 Dörfer haben mehr Einwohner als der Durchschnitt, 14 weniger als 50 Einwohner. Das kleinste Dorf zählt 23, das größte Dorf 604 Einwohner (Köprüköy).

## Ergebnisse der Bevölkerungsfortschreibung
Die nachfolgende Tabelle zeigt den vergleichenden Bevölkerungsstand am Jahresende für die Provinz Kırıkkale, den Landkreis und die Stadt Keskin sowie deren jeweiligen Anteil an der übergeordneten Verwaltungsebene. Die Zahlen basieren auf dem 2007 eingeführten adressbasierten Einwohnerregister (ADNKS). Die letzten beiden Wertzeilen entstammen Volkszählungsergebnissen.

| Jahr | Provinz | Landkreis | Landkreis | Stadt | Stadt  |
| Jahr | abs.    | %         | abs.      | %     | abs.   |
| ---- | ------- | --------- | --------- | ----- | ------ |
| 2020 | 271.424 | 5,98      | 16.239    | 58,03 | 09.423 |
| 2019 | 275.618 | 6,39      | 17.620    | 59,84 | 10.544 |
| 2018 | 286.602 | 6,33      | 18.139    | 56,60 | 10.266 |
| 2017 | 278.749 | 6,17      | 17.210    | 60,30 | 10.378 |
| 2016 | 277.984 | 6,40      | 17.789    | 60,76 | 10.808 |
| 2015 | 270.271 | 6,19      | 16.729    | 56,73 | 09.491 |
| 2014 | 271.092 | 6,57      | 17.814    | 55,64 | 09.911 |
| 2013 | 274.658 | 7,30      | 20.054    | 48,20 | 09.667 |
| 2012 | 274.727 | 6,87      | 18.886    | 52,29 | 09.876 |
| 2011 | 274.992 | 7,09      | 19.505    | 52,35 | 10.211 |
| 2010 | 276.647 | 7,49      | 20.716    | 51,07 | 10.579 |
| 2009 | 280.834 | 7,70      | 21.619    | 51,27 | 11.084 |
| 2008 | 279.325 | 7,71      | 21.532    | 50,40 | 10.853 |
| 2007 | 280.234 | 7,63      | 21.371    | 52,74 | 11.271 |
| 2000 | 383.508 | 15,42     | 59.150    | 58,88 | 34.827 |
| 1997 | 357.544 | 12,90     | 46.133    | 58,19 | 26.846 |

## Persönlichkeiten
- İsmail Özeren (* 1985), türkischer Fußballspieler
- Beşir Atalay (* 1947), türkischer Politiker und ehemaliger Innenminister